# We Shall Fight on the Beaches

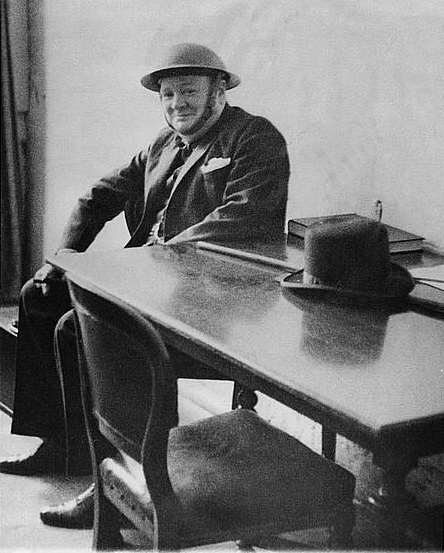
Winston Churchill, em 1940, durante a Batalha da Grã-Bretanha.

We Shall Fight on the Beaches (tradução literal: "Lutaremos nas  Praias") é um título comum dado ao discurso proferido pelo então Primeiro-Ministro do Reino Unido, Winston Churchill para a Câmara dos Comuns do Parlamento do Reino Unido em 4 de junho de 1940. Foi o segundo de três grandes discursos dados por volta do período da batalha de França sendo os outros designados como Blood, toil, tears, and sweat (tradução literal: "Sangue, labuta, lágrimas e suor"), proferido em 13 de maio de 1940, e This was their finest hour (tradução literal: "Este foi o seu melhor momento"), proferido em 18 de junho de 1940. Os eventos evoluíram dramaticamente durante este período de cinco semanas, de modo que, embora tenham tratado de temas genericamente similares, cada discurso abordou um contexto militar e diplomático diferente.
Neste discurso, Churchill deveria descrever um grande desastre militar e alertar sobre a possibilidade de uma tentativa de invasão pela Alemanha Nazista, sem gerar dúvidas sobre a futura vitória dos Aliados. Também deveria preparar a audiência local para a possibilidade de que a República Francesa deixasse a guerra, sem que com isso a liberasse para fazê-lo, além de pretender reiterar que mesmo com a modificação de panorama dos eventos daquele período, suas políticas e alvos não haviam mudado desde seu discurso proferido em 13 de maio, no qual ele havia declarado que o objetivo era a "Vitória, independentemente de quão longa e difícil o caminho possa ser" (no original: "Victory, however long and hard the road may be").

## Peroração
A peroração (parte final, ou epílogo) talvez seja a parte mais conhecida do discurso, e é frequentemente mencionada como um dos melhores momentos oratórios de Churchill.
| “ | Voltando novamente, e desta vez mais geralmente, à questão da invasão, eu observaria que nunca houve um período em todos estes longos séculos dos quais nos vangloriamos em que uma garantia absoluta contra a invasão, ainda menos contra ataques sérios, pôde ser dada ao nosso povo. Nos dias de Napoleão, dos quais eu estava falando agora mesmo, o mesmo vento que teria carregado seus transportes através do Canal poderia ter afastado a frota bloqueante. Sempre houve a chance, e é esta chance que excitou e enganou as imaginações de muitos tiranos continentais. Muitos são os contos que são contados. Nós estamos seguros de que novos métodos serão adotados, e quando nós virmos a originalidade da malícia, a ingenuidade da agressão, que nosso inimigo demonstra, nós podemos certamente nos preparar para cada tipo de novo estratagema e cada tipo de manobra brutal e traiçoeira. Eu acho que nenhuma ideia é tão estranha que não deva ser considerada e vista como uma busca, mas ao mesmo tempo, eu tenho esperança, com um olho firme. Nós nunca devemos esquecer as certezas sólidas do poder marítimo e aquelas que pertencem ao poder aéreo se ele puder ser exercido localmente. Eu próprio tenho plena confiança que se todos cumprirem seus deveres, se nada for negligenciado, e se as melhores providências forem tomadas, como está sendo feito, deveremos nos provar capazes mais uma vez de defender a nossa ilha natal, de superar a tempestade da guerra, e de sobreviver à ameaça de tirania, se necessário por anos, se necessário sozinhos. De qualquer maneira, isso é o que tentaremos fazer. Esta é a determinação do Governo de Sua Majestade - de cada homem dele. Esta é a vontade do Parlamento e da nação. O Império Britânico e a República Francesa, unidos em sua causa e em sua necessidade, defenderá até à morte seu solo nativo, auxiliando um ao outro como bons camaradas até o máximo de sua força. Muito embora grandes extensões da Europa e antigos e famosos Estados tenham caído ou possam cair nos punhos da Gestapo e de todo o odioso aparato do domínio nazista, nós não devemos enfraquecer ou fracassar. Iremos até ao fim. Lutaremos na França. Lutaremos nos mares e oceanos, lutaremos com confiança crescente e força crescente no ar, defenderemos nossa ilha, qualquer que seja o custo. Lutaremos nas praias, lutaremos nos terrenos de desembarque, lutaremos nos campos e nas ruas, lutaremos nas colinas; nunca nos renderemos, e se, o que eu não acredito nem por um momento, esta ilha, ou uma grande porção dela fosse subjugada e passasse fome, então nosso Império de além-mar, armado e guardado pela Frota Britânica, prosseguiria com a luta, até que, na boa hora de Deus, o Novo Mundo, com toda a sua força e poder, dê um passo em frente para o resgate e libertação do Velho. | ” |

Conta-se que enquanto a Câmara dos Comuns trovejava em um alvoroço diante da sua esperta retórica, Churchill resmungou em um sussurro para um colega ao lado: "E nós lutaremos contra eles com os fundos de garrafas de cervejas quebradas porque, caramba, isso é tudo que nós temos!".